# 塗壁 (鬼太郎)
塗壁（日语：ぬりかべ，港譯牆壁怪）是日本動漫《鬼太郎》主角鬼太郎身邊的妖怪伙伴。

## 概要
外型為數公尺高、一面牆壁模樣的妖怪，在鬼太郎一行人遇到強敵時會出手援助。
最早在1960年水木茂貸本漫畫時期的作品「墓場鬼太郎」，其中一集「地獄的散步道(地獄の散歩道)」劇情中的妖怪派對裡串場 (此篇作品後來改編在「月刊ガロ」的版本裡頭中；將他從原先雙眼的造型畫成獨眼的造型)。
之後在作品「墓場の鬼太郎」(ゲゲゲの鬼太郎) 首度出現是在1966年的故事「妖怪大戰爭」。當時是與鬼太郎一行人前往海上小島上
對抗西洋妖怪們 (為獨眼的造型)，最後不幸被一群吸血鬼圍剿至死，但是在後續連載的作品中又沒事般復活登場，也逐漸改回雙眼的造型。喜歡的東西是葡萄。
塗壁在作品中是沉默話少的角色，在鬼太郎動畫裡除了第三、五作動畫外，它的台詞內容幾乎都是低沉地喊著「塗~壁~~」
(ぬ~り~か~べ~~ )。

## 能力
怪力
在鬼太郎碰到強壯力氣大的敵方妖怪時，多會出場助陣。
防禦
靠堅硬的體型抵擋對方的攻勢。
巨體壓制
利用本身巨大的身軀向前倒下壓制、粉碎對手。
塗抹對手
拿出水泥鏟刀將敵方壓在自身的胸口處後，宛如抹水泥牆般地把對方吞沒在胸口處。
瞬間移動
在鬼太郎一行人遭遇危險前，瞬間從地底下破地而出援助。

## 動畫版
第一作
在第一作裡對白不多，僅僅登場6集而已。
第二作
和前一作一樣登場次數不多，但有露出嘴巴吃飯糰的難得場面。
第三作
外型顏色為藍綠色，增加比以往多的對白台詞，有看到美麗、可愛女性會害羞的純情個性設定。
第四作
外型顏色為灰白色，對白內容改回和第一作一樣少，體型和前幾作比來更為壯碩。偶有因和敵方妖怪體型差距過於懸殊而臨陣脫逃的行為。它在妖怪運動會中跳遠的記錄是33公分。
第五作
改成和第三作一樣有較多的台詞(不過說話風格依然較為遲緩)。和前四作最大的不同是讓它擁有妻子(粉紅色，別有小蝴蝶結的塗壁，講話流利的多)、兒女們的家族設定。

## 电影版
由伊集院光配音。

## 配音員
- 内海賢二（第一作）
- 屋良有作（第三作）
- 龍田直樹（第四、五作）
- 島田敏（第六作）
- 陳幼文（台）劉昭文（港）